# 鮎帰バスストップ
鮎帰バスストップ（あゆがえりバスストップ）は、熊本県八代市坂本町の九州自動車道上にある高速バス専用のバス停留所である。
かつては高速バス2路線が停車していたが、2017年10月1日を以って最後の1路線が停車を取りやめたため、現在は休止中（NEXCO西日本管理用地）となっている。

## 停車していたバス路線
- 熊本～人吉～都城北～宮崎「なんぷう号」（九州産交バス・宮崎交通）[1] - 2017年10月1日より当停留所への停車を中止
- 熊本～人吉～鹿児島空港～鹿児島「きりしま号」（九州産交バス・いわさきバスネットワーク（当時）・南国交通） - 2011年4月1日より当停留所への停車を中止

いずれも各停便のみで、ノンストップ便は停車していなかった。

## 隣接するバス停
E3 九州自動車道
坂本BS - 鮎帰BS - 小鶴BS